# Rupert Probst
Rupert Probst (* 30. Juli 1981 in Oberndorf bei Salzburg) ist ein ehemaliger österreichischer Radrennfahrer.
Rupert Probst begann seine Karriere 1995 bei der österreichischen Mannschaft RC Radwelt Altheim. Seit 2007 fährt er für das Continental Team RC Arbö Resch & Frisch Gourmetfein Wels. In seiner ersten Saison dort gewann er Rennen in Grafenbach und Altheim und er wurde österreichischer Staatsmeister im Zeitfahren. Außerdem startete Rupert Probst als einziger österreichischer Teilnehmer bei der Einzelzeitfahr-Weltmeisterschaft in Stuttgart 2007.

## Erfolge
2007
- Österreichischer Staatsmeister – Einzelzeitfahren
- Österreichischer Staatsmeister – Kriterium[1]

## Teams
- 2004 Continental Team RC Bikepalast.com Salzburg
- 2007 RC ARBÖ Resch & Frisch Gourmetfein Wels
- 2008 ARBÖ-KTM-Junkers
- 2009 RC ARBÖ Wels Gourmetfein
- 2010 ARBÖ Gourmetfein Wels
- 2011 ARBÖ Gebrüder Weiss-Oberndorfer
- 2012 ARBÖ Gebrüder Weiss-Oberndorfer * (bis 31. Juli)

* 2012 war Rupert Probst nicht bei der UCI als Radrennfahrer des Continental Teams registriert.